# 원통초등학교 신덕분교
원통초등학교 신덕분교는 대한민국 강원특별자치도 인제군에 있었던 공립 초등학교이다.

## 학교 연혁
- 1965.09.07 가아국민학교 신덕분실 인가(1,2학년)
- 1966.03.02 가아국민학교 신덕분교장 개교
- 1982.03.02 원통국민학교 신덕분교장으로 명칭 변경
- 2003.02.14 제32회 졸업식 거행(총298명)
- 2003.03.01 3학급 인가
- 2004.02.13 제33회 졸업식 거행(총300명)
- 2005.02.18 제34회 졸업식 거행(총302명)
- 2006.02.17 제35회 졸업식 거행(총305명)
- 2009.02.13 제38회 졸업식 거행( 2명, 총310명)
- 2009.03.01 제21대 이삼현 교장 부임
- 2009.03.04 신입생 입학식(2명)
- 2010.03.04 신입생 입학식(2명)
- 2011.03.05 신입생 입학식 2명(학생수 11명)
- 2012.02.24 제39회 졸업식 거행-2명(총 312명)
- 2012.09.01 제22대 윤재복 교장 부임
- 2013.02.14 제40회 졸업식 거행-2명(총 314명)
- 2013.03.05 신입생 입학식 3명(학생수 12명)
- 2014.02.14 제41회 졸업식 거행-2명(총 316명)
- 2014.09.01 제23대 이국철 교장 부임
- 2015.02.12 제42회 졸업식 거행-2명(총 318명)
- 2024.02.29 58년만에 폐교